# Éthiopiques
Ethiopiques to seria płyt kompaktowych – składanek, zawierających najciekawszą współczesną muzykę etiopską, w większości nagraną w latach sześćdziesiątych i siedemdziesiątych XX wieku. Płyty wydawane są od 1997 roku przez paryską wytwórnię Buda Musique, dotychczas wydanych zostało 27 albumów. Wydawcą i pomysłodawcą serii jest Francis Falceto.
Płyty zawierają między innymi nagrania etiopskiego jazzmana Mulatu Astatke (którego trzy utwory znalazły się na oficjalnym soundtracku do filmu Jima Jarmusha zatytułowanego Broken Flowers, i który spotkał się na scenie z samym Duke Ellingtonem), wokalisty Mahmouda Ahmeda, Alemayehu Eshete, czy Asnaketch Worku.